# Menumorut

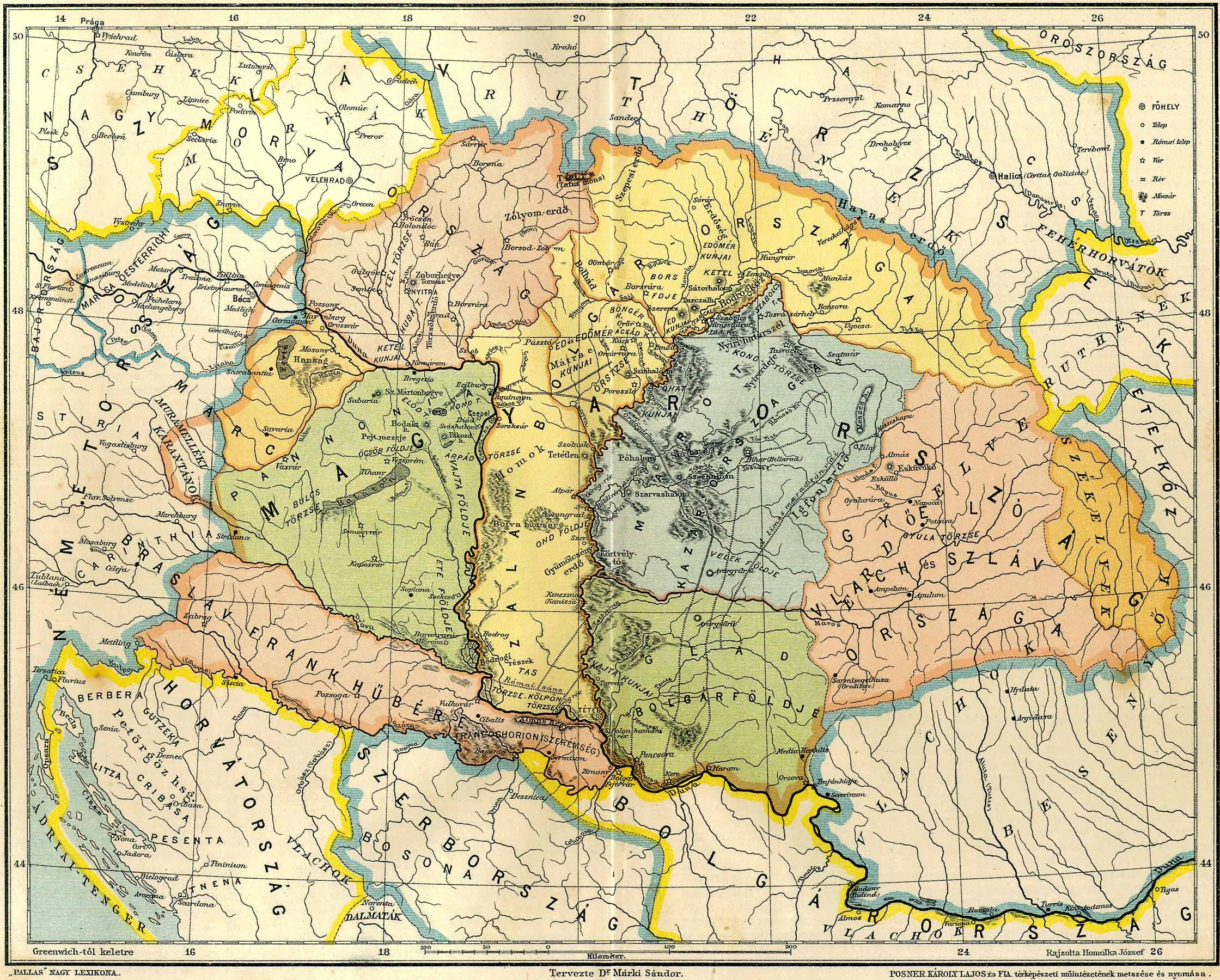
Mapa Uherska v Menumorutově době

Menumorut (? – počátek 10. století) byl mytický slovanský vládce. Jediná zmínka o něm pochází z kroniky Gesta Hungarorum.

## Život
Podle kroniky Gesta Hungarorum se narodil jako syn Moruta. Jeho knížectví se nacházelo v dnešním severovýchodním Maďarsku. Podle Gesta Hungarorum měl Arpád po vstupu do Panonské pánve poslat Menumorutovi zprávu, v níž prosil Menumoruta, aby se zde mohli Maďaři usadit. Když to Menumorut odmítl, byl Maďary vyhnán. Útočiště nalezl v Řecku, ale poté, co se dozvěděl o Maďarském vítězství nad Moravany, začal jednat o míru s Arpádem. Mír se stvrdil sňatkem Arpádova syna Zoltána a Menumorutovy dcery. Zemřel o dva roky později a novým knížetem se stal Zoltán.
Podle historiků si postavu Menumoruta autor Gesta Hungarorum vymyslel. Menumorut totiž není jméno vládce, ale název Velkomoravské říše.